# Union Township (comté de Calhoun, Iowa)
Pour les articles homonymes, voir Union Township.
Union Township est un township, du comté de Calhoun en Iowa, aux États-Unis,. Le township est fondé en 1878.

### Source de la traduction
- (en) Cet article est partiellement ou en totalité issu de l’article de Wikipédia en anglais intitulé « Union Township, Calhoun County, Iowa » (voir la liste des auteurs).